# DakhaBrakha
DakhaBrakha là một bộ tứ nhạc dân gian Ukraina kết hợp nhiều phong cách âm nhạc của các nhóm sắc tộc. DakhaBrakha đã giành được Giải thưởng Nghệ thuật đương đại Sergey Kuryokhin năm 2009 và Giải thưởng Quốc gia Shevchenko năm 2020.
DakhaBrakha xuất phát là một dự án của Trung tâm Nghệ thuật Đương đại Dakh, do Vladyslav Yuriiovych Troitskyi đứng đầu và hoạt động như một đoàn nhạc kịch biểu diễn trực tiếp. Troitskyi hiện vẫn tiếp tục là người phụ trách sản xuất âm thanh của ban nhạc. Các thành viên của DakhaBrakha cũng tham gia vào các dự án khác của trung tâm, có thể kể đến như dự án cabaret Dakh Daughters, cũng như lễ hội Gogolfest thường niên.

## Nguồn gốc tên gọi

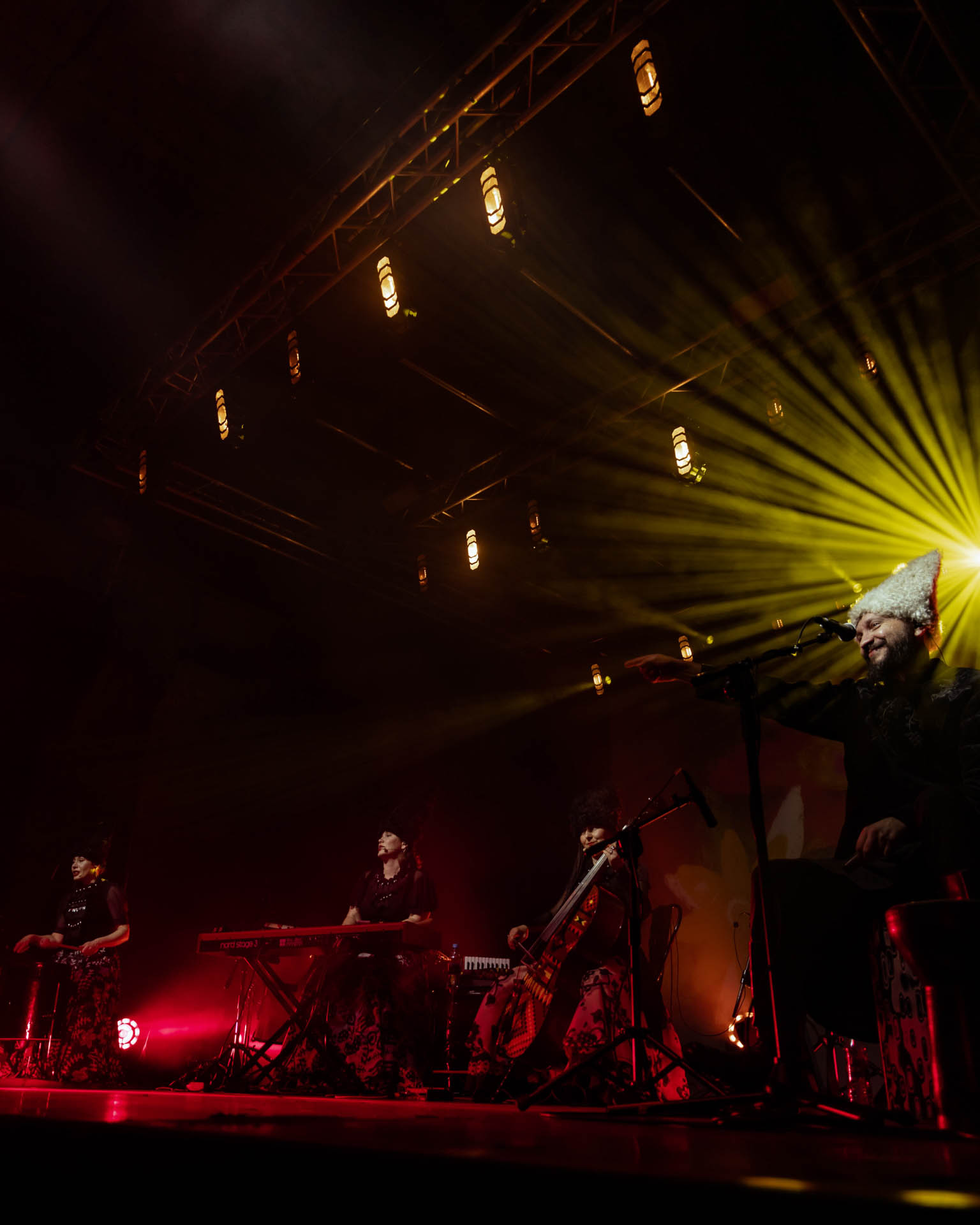
DakhaBrakha biểu diễn tại Ba Lan, 2022

## Nguồn gốc

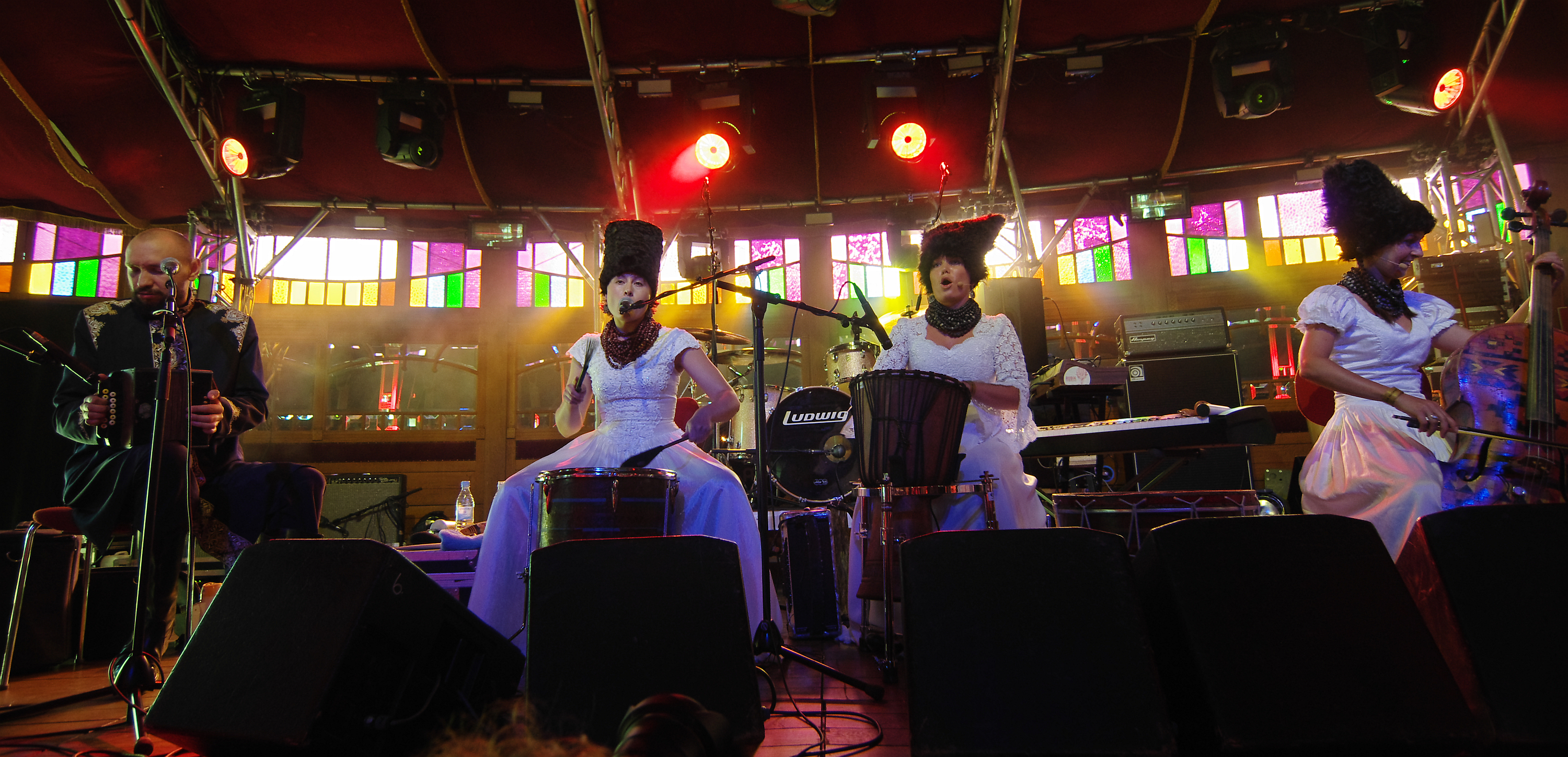
DakhaBrakha biểu diễn tại lễ hội Haldern Pop năm 2013